# OpenBSD
OpenBSD je otevřený operační systém z rodiny BSD, který vznikl jako fork projektu NetBSD v roce 1995. Jeho autoři kladou důraz na bezpečnost a na software bez děr.
Cílem projektu vytvořit svobodný a extrémně bezpečný operační systém pro nejrůznější platformy. Dalšími cíli je vytvoření vývojářské platformy či dodržování ANSI, POSIX a částečně X/Open standardů. Filozofií projektu je raději méně funkcí, o to více bezpečných, než rozsáhlý multifunkční systém plný chyb. Hlavním mottem projektu je „Only two remote holes in the default install, in a heck of a long time!“. Běžně se též používá motto "Secure by default" (Bezpečný ve výchozím nastavení).
OpenBSD projekt je též autorem ostatních Open* projektů, které jsou posléze masivně využívány napříč platformami nejen z rodiny operačních systému *BSD. Asi nejznámějšími projekty jsou OpenSSH, OpenBGPD, OpenNTPD či OpenCVS.
V minulosti byl projekt vyvíjen pod částečným sponzoringem organizace DARPA, která je podřízena Ministerstvu obrany USA. Dnes je ale projekt závislý na darech dobrovolníků. Součástí financování je též prodávání propagačních materiálů a oficiálních CD projektu. Vůdčí osobností projektu je Theo de Raadt.
OpenBSD podporuje emulaci většiny binárních programů ze SVR4 (Solaris), FreeBSD, Linuxu, BSD/OS, SunOS a HP-UX. Projekt OpenBSD vydává novou verzi každých šest měsíců, a to vždy na jaře a na podzim.
Součástí distribuovaných vydání jsou vždy jen a pouze software, které jsou kompatibilní s BSD licencí – např. Apache 1.0. Ostatní software, které nevyhovují, je možno stáhnout z FTP repozitářů, ovšem nemohou se objevit na oficiálně distribuovaných médiích.

## Zajímavosti
Maskotem projektu byl v minulosti BSD Démon, od verze 3.0 je jím ryba ježík Puffy, který se objevuje v logu každého projektu začleněného pod OpenBSD.
Na rozdíl od jiných projektů je tradicí vydání songu k releasu, který nějakým způsobem komentuje základní kroky či problémy, které vývojáři v tom kterém releasu řešili. Songy píše Ty Semaka ze skupiny Plaid Tongued Devils.